# Hexanol
Hexanol är en alkohol med den kemiska formeln C6H13OH. Denna färglösa vätska är något löslig i vatten, men blandbar med dietyleter och etanol. Två ytterligare raka kedjeisomerer av 1-hexanol, 2-hexanol och 3-hexanol finns, som båda skiljer sig åt genom hydroxylgruppens placering. Isomeren 1-Hexanol används inom parfymindustrin.

## Framställning
Hexanol framställs industriellt genom oligomerisering av eten med användning av trietylaluminium följt av oxidation av alkylaluminiumprodukterna. En idealiserad syntes är:
Al(C2H5)3 + 6C2H4 → Al(C6H13)3
Al(C6H13)3 + 1 1⁄2O2 + 3H2O → 3HOC6H13 + Al(OH)3
Processen genererar en rad oligomerer som separeras genom destillation.

### Alternativa metoder
En annan beredningsmetod utgörs av hydroformylering av 1-penten följt av hydrering av de resulterande aldehyderna. Denna metod praktiseras i industrin för att producera blandningar av isomera C6-alkoholer, som är råvara till mjukgörare.
I princip skulle 1-hexen kunna omvandlas till 1-hexanol genom hydroboration (diboran i tetrahydrofuran följt av behandling med väteperoxid och natriumhydroxid): 

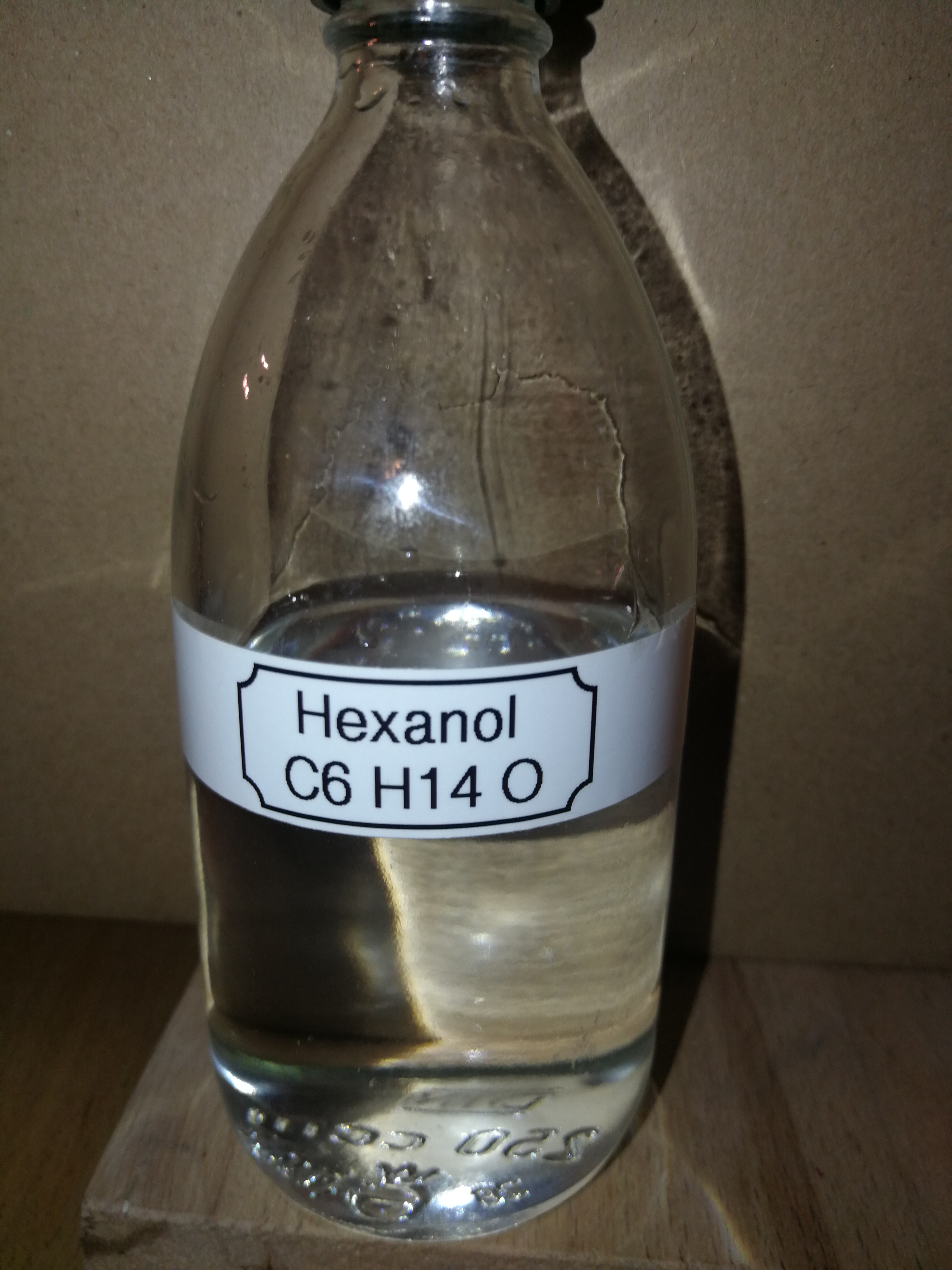
Hexan-1-ol

Denna metod är lärorik och användbar vid laboratoriesyntes men har ingen praktisk relevans på grund av den kommersiella tillgängligheten av billig 1-hexanol från eten.

## Förekomst i naturen
1-Hexanol tros vara en komponent i lukten av nyklippt gräs. Larmferomoner som emitteras av Koschevnikov-körteln av honungsbin innehåller 1-hexanol. Det är också delvis ansvarigt för doften av jordgubbar.